# 볼로냐 광역시

볼로냐 광역시의 위치

볼로냐 광역시(이탈리아어: Città Metropolitana di Bologna)는 이탈리아 에밀리아로마냐주에 위치한 광역시로 중심 도시는 볼로냐이며 면적은 3,702km2, 인구는 1,004,615명(2015년 9월 30일 기준), 인구 밀도는 270명/km2이다. 2015년 1월 1일을 기해 실시된 행정 구역 개편에 따라 볼로냐현에서 볼로냐 광역시로 개편되었다.

## 같이 보기
- 볼로냐도